# 昭登親王
昭登親王（あきなりしんのう、長徳4年（998年） - 長元8年4月14日（1035年5月23日））は、平安時代中期の皇族。花山天皇の第1皇子。官位は四品・中務卿。

## 経歴
誕生時には父・花山法皇は既に出家しており、母・平子は出自が低かった。更に花山法皇は平子の実母（つまり昭登の祖母）の中務も同時に寵愛して第2皇子・清仁親王を儲けるなど余りにも複雑な事情があったために、異母弟の清仁親王ともども祖父冷泉上皇の子（第5・第6皇子）として育てられた。このため世間では清仁親王を「親腹御子」、昭登親王を「女腹御子」と呼んで話題にしたという。
一条朝の寛弘元年（1004年）兄の清仁とともに親王宣下を受ける。執政の左大臣・藤原道長は複雑な背景を有する清仁・昭登への親王宣下に消極的であったが、花山法皇の意向を受けてやむなく従ったという。
寛弘8年（1011年）8月に藤原実資の加冠によって元服して、同年9月に三条天皇の即位に合わせて四品に叙せられる。その後、兵部卿・中務卿を歴任し、兵部卿在任中の万寿4年（1029年）四条油小路で火災が発生した際に親王邸が焼失している。
後一条朝末の長元8年（1035年）4月14日薨去。享年38。最終官位は四品中務卿。

## 官歴
- 寛弘元年（1004年） 5月4日：親王宣下[2]
- 寛弘8年（1011年） 8月23日：元服[3]。9月10日：四品
- 万寿元年（1026年） 1月26日：見兵部卿[3]
- 時期不詳：中務卿
- 長元8年（1035年） 4月14日：薨去（四品中務卿）（『日本紀略』「中務卿四品昭登親王薨、年三十八」）。

## 系譜
※  『尊卑分脈』による。
- 父：花山天皇
- 母：平平子（平祐忠の娘）
- 生母不詳の子女
  - 男子：良深（万寿2年（1025年） - 承保4年/承暦元年（1077年））
  - 男子：[4]
  - 女子：藤原能長室？ - 清仁親王の娘・信子女王のことか？